# A Rural Elopement
A Rural Elopement er en amerikansk stumfilm fra 1909 af D. W. Griffith.

## Medvirkende
- Linda Arvidson som Cynthia Stebbins
- George Gebhardt som Hank Hopkins
- Harry Solter som Hungry Henry
- David Miles som Stebbins
- John R. Cumpson